# 957
Năm 957 là một năm trong lịch Julius.